# Evritania
Evritania (grekiska: Ευρυτανία) är en grekisk regiondel (perifereiakí enótita), till 2010 prefekturen Nomós Evrytanías. Evritania ligger i regionen Grekiska fastlandet.
Huvudorten är Karpenísi med omkring 32 000 invånare (2001). Andra städer är Fournas, Frangista, Megalo Chorio, Prossous och Domnista.
Större delen av Evritania är täckt av berg och i regiondelen finns en populär skidort.

## Kommuner
Regiondelen är indelad i två kommuner. Den tidigare prefekturen var indelad i 11 kommuner.
- Dimos Agrafa
- Dimos Karpenisi